# Киваи (село)
Киваи — село в Клинцовском районе Брянской области, в составе Медвёдовского сельского поселения.

## География
Находится в западной части Брянской области на расстоянии приблизительно 17 км на юго-восток по прямой от железнодорожного вокзала станции Клинцы.

## История
Известно как село с 1683 года. Со второй половины XVII века — владение стародубского магистрата, с 1705 года Голембиовских, позднее Рагузинских, Бороздны и других. Была известна Михайловская церковь с 1749 года (в 1852 построено каменное здание, которое не сохранилось). До 1781 село входило в Новоместскую сотню Стародубского полка. В 1859 году здесь (село Новозыбковского уезда Черниговской губернии) учтено было 120 дворов, в 1892—150. 
В 1929 год– год сплошной коллективизации сельского хозяйства.

## Население
Численность населения: 645 человек (1859), 1003 человек (1892), 587 человек (2002), 533 человек (2010), 490 человек (2013).